# Ponte d'Arbia
Ponte d'Arbia (già Borgo d'Arbia) è una frazione dei comuni italiani di Buonconvento e Monteroni d'Arbia, nella provincia di Siena, in Toscana.

## Storia
Il nome è dovuto proprio al ponte che sopraeleva il torrente Arbia. La località è documentata fin dal primo Medioevo poiché si trova lungo il tragitto l'antica Via Francigena. In particolare nell'itinerario di Sigerico, arcivescovo di Canterbury, la località rappresentava la XIV tappa (Submansio) ed era allora definita Arbia.
Il 24 agosto 1313, a meno di un chilometro dal paese, muore Enrico VII di Lussemburgo, imperatore del Sacro Romano Impero, di cui parla anche Dante nella Divina Commedia. L'imperatore, secondo fonti storiche, sarebbe stato avvelenato durante la comunione da un frate del convento di Buonconvento.
Il ponte che dà il nome al paese fu edificato dal Comune di Siena nel 1388, e ricostruito nel 1656 sotto il principe Mattia de' Medici, governatore di Siena.

## Monumenti e luoghi d'interesse
- Chiesa della Santa Famiglia, chiesa parrocchiale della frazione, è stata realizzata nel 1969 per volere del parroco Dino Fabiani, che si lasciò ispirare dalla moderna chiesa della Consolata di Punta Ala.[5]

## Infrastrutture e trasporti

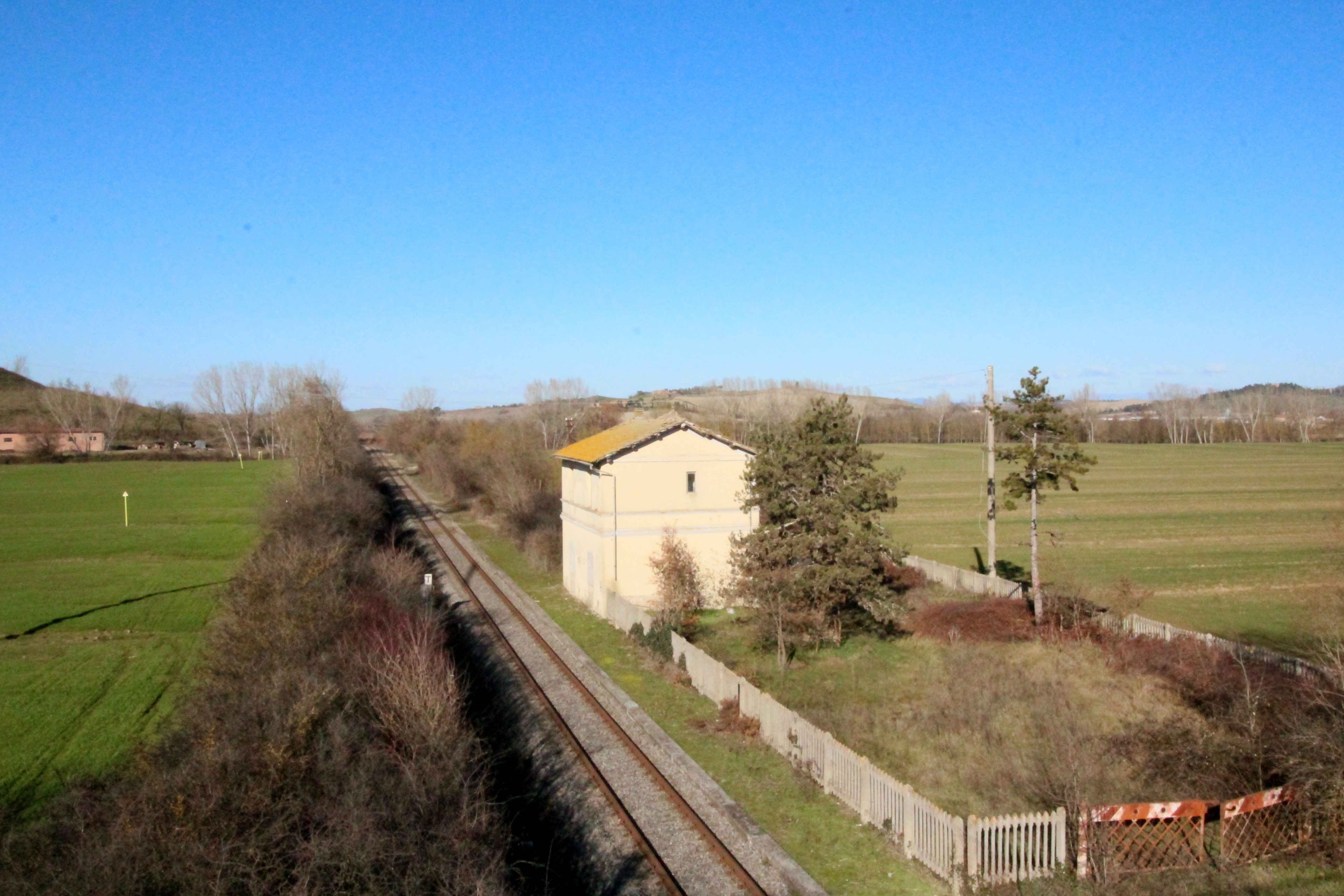
La stazione ferroviaria di Ponte d'Arbia

La frazione possedeva una propria stazione ferroviaria, posizionata lungo la ferrovia Grosseto-Siena, oggi non più utilizzata. Ad oggi i collegamenti con la città di Siena e con le località limitrofe sono garantiti via autobus di linea dall’azienda Tiemme Mobilità.

## Sport
Il 14 febbraio 1985 è stata fondata la squadra calcistica del paese, l'Unione Sportiva Ponte d'Arbia. Nel 1991 viene inaugurato il campo sportivo.